# Mimotemnosternus denticollis
Mimotemnosternus denticollis là một loài bọ cánh cứng trong họ Cerambycidae.